# 汉光百货
汉光百货，位于中国北京市西城区西单北大街176号，是西单商业街上的百货商场之一。

## 简介
汉光百货位于西单北大街东侧，西单文化广场及武功卫胡同北侧，横二条西侧，国立蒙藏学校旧址及高登大厦南侧。
汉光百货所在建筑原名华南大厦。1986年12月8日，北京市人民政府办公厅、上海市人民政府办公厅、广州市人民政府办公厅联合批复：批准华远总公司与上海市、广州市签订的合作建设华南大厦合同。1987年10月28日，上海市人民政府市长江泽民、广州市人民政府市长朱森林、北京市人民政府市长陈希同及副市长张百发、中共北京市委常委陈元、国家计委副主任于志坚等人在首都宾馆会审华南大厦规划设计方案，华远总公司的戴小明作了汇报。1988年6月19日，上海市市长朱镕基、广州市副市长雷宇、北京市市长陈希同在钓鱼台国宾馆就华南大厦建设召开会议，华远总公司的戴小明与会。1988年11月7日，在完成三通一平、施工单位人员已进入现场的情况下，华南大厦工程被列为北京市第一批停缓建项目。1988年12月25日，北京市西城区华远建设开发公司在华南大厦建筑工地开办的“西单百花市场”试营业。1989年7月28日，西单百花市场正式开业。1992年11月15日，华南大厦由北京市计划委员会、北京市城乡建设委员会批准恢复建设。1993年2月12日，由北京市西城区华远建设开发公司承建的华南商业大厦开工，由北京中铁公司施工。1993年9月3日，北京市对外经济贸易委员会以〔93〕京经贸（资）字第1215号文批准成立北京华南大厦有限公司，董事长任志强。1995年10月8日，华南大厦开业典礼举行，全国人大常委会副委员长田纪云、原副委员长彭冲为华南大厦开业剪彩，华南大厦董事长任志强等人参加开业典礼。
1996年2月12日，北京华南大厦有限公司在香港高等法院就《租赁华南大厦合同》起诉北京闽信法特朗物业管理有限公司违约并欠租金，要求兑现闽信集团为其担保的履约保函。1996年4月24日，华南大厦终止同北京闽信法特朗物业管理有限公司的租赁合同，确定在1996年5月2日停业。1997年11月21日，华南大厦股权转让签字仪式在北京贵宾楼饭店举行。1998年12月31日，华南大厦重新开业，由华远瑞安商贸有限责任公司承租并管理，由台湾中友百货公司经营。
汉光百货的前身是中友百货，成立於1999年，由台灣的中友百貨和一日本百貨業者合資成立。中友百货开业后，即定位为青春时尚。中友百货是西单第一家引进台湾百货模式的百货公司。1999年，中友百货全年营业额2.9亿元人民币；2000年全年营业额5亿元人民币，同期同比增长67.77%；2001年全年销售额升至7.9亿人民币，同期同比增长57.26%。2001年，台湾中友百货团队全部撤出，中友百货由其前任董事长王汉光接手，获准付费使用“中友”商标到2013年。2010年代初期，随着台湾百货模式在北京已日趋没落，以及单体百货在新时代的困境，中友百货的业绩逐渐下滑。2013年6月16日，因“中友”商标授权到期，中友百货正式更名为“汉光百货”，以全新本土百货品牌形象重新出发，新名称取自已去世的王汉光的名字。